# Beta (financije)
Beta, odnosno beta koeficijent u financijama predstavlja mjeru sistematskog odnosno nediversificirajućeg ili tržišnog rizika investicija u utržive vrijednosne papire. Pokazuje sistematsko kretanje očekivanog prinosa od investicija u vrijednosne papire odnosno portfelje vrijednosnih papira u odnosu na kretanje tržišnog prinosa.